# Grades de la Gendarmerie nationale française
La Gendarmerie étant une force armée, ses grades s'insèrent dans la hiérarchie militaire définie à l'article L. 4131-1 du Code de la défense. Les grades et appellations sont du type des armes montées de l'Armée de terre.
Bien que les grades soient identiques pour toutes les subdivisions de la gendarmerie, les attributs des galons se différencient en fonction de la subdivision d'appartenance[pas clair].
La Gendarmerie est composée de deux subdivisions principales : la gendarmerie départementale et la gendarmerie mobile. L'attribut distinctif des galons est une grenade à "bois de cerf" surmonté de deux soutaches. Les galons sont à couleur dominante blanche (argent) pour la première et jaune (or) pour la seconde.
D'autres subdivisions portent des attributs différenciés :
- la Garde républicaine qui se caractérise par un liseré rouge sur le képi des gardes et une grenade jaune sans soutache au-dessus ;
- la Gendarmerie maritime (rattachée pour emploi à la Marine nationale) dont l'attribut distinctif de galons comporte une ancre de marine surmontée d'une grenade, le tout de couleur jaune ;
- la Gendarmerie de l'air et de l'espace (rattachée pour emploi à l'Armée de l'air et de l'espace) dont l'attribut distinctif de galons comporte l'épervier de l’Armée de l'air et de l'espace, de couleur blanche ;

A contrario d'autres subdivisons portent des galons identiques à la gendarmerie départementale :
- la Gendarmerie des transports aériens qui est rattachée pour emploi à l'aviation civile ;
- la Gendarmerie de l'armement qui est rattachée pour emploi à la direction générale de l'Armement ;
- la Gendarmerie de la sécurité des armements nucléaires qui a pour objectif de surveiller et d'assurer le contrôle des armements nucléaires, pour le compte du gouvernement.

Il existe également un corps technique et administratif de la Gendarmerie nationale, composé d’officiers (OCTAGN) et de sous-officiers (CSTAGN). Depuis 2008, le fond de leur coiffure (képi pour les hommes, postillon pour les femmes), ainsi que leurs fourreaux d’épaule, insignes de bas de manche et pattes de collet sur la vareuse, sont de couleur argent sur fond noir comme ceux de la gendarmerie départementale (pas de soutache double au-dessus de la grenade « bois de cerf »).

## Officiers et aspirants

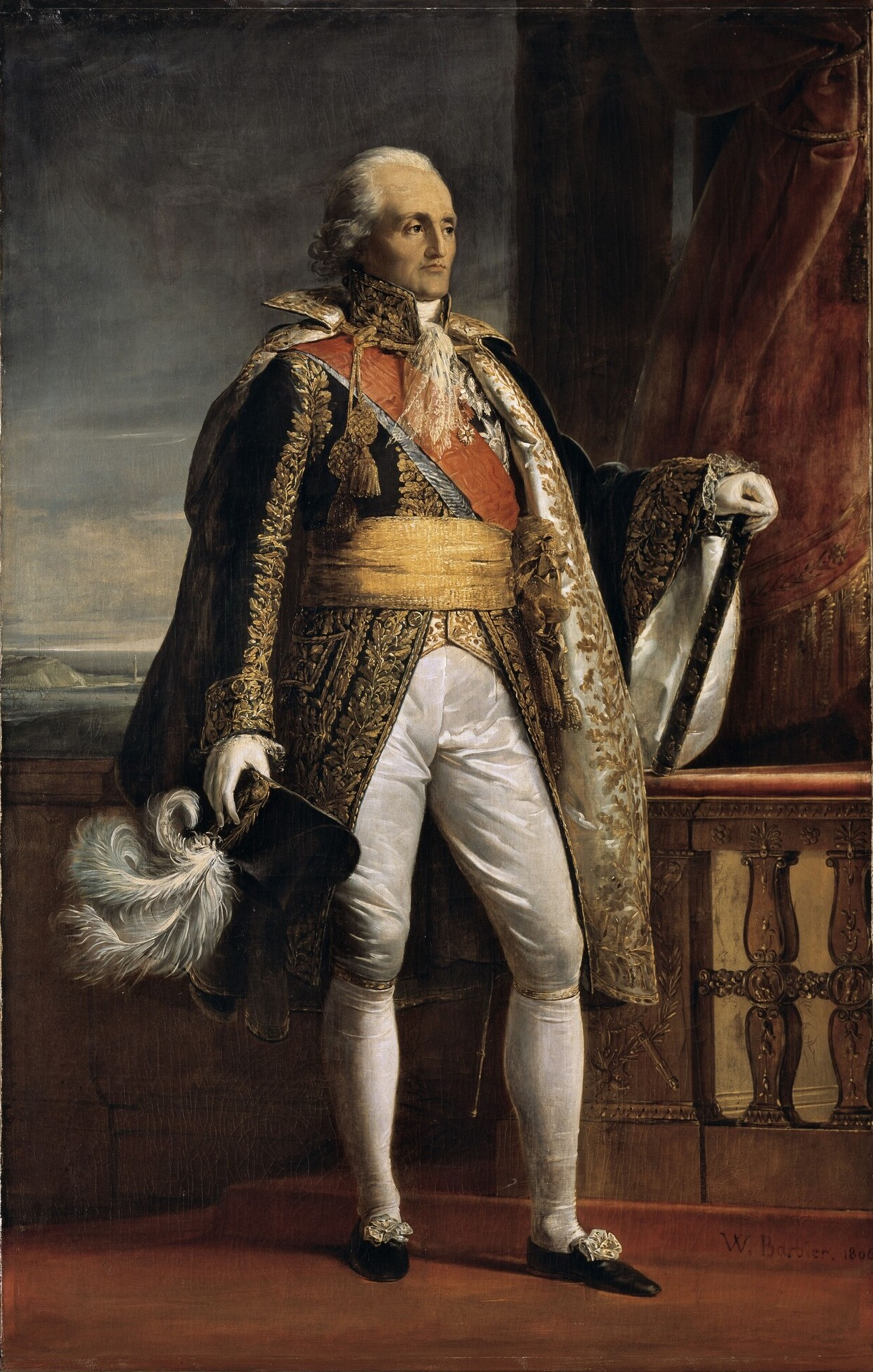
Bon-Adrien Jeannot de Moncey avec son baton de maréchal, par François Gérard.

### Maréchal de France
La dignité dans l'État de Maréchal de France a été remise une seule fois à un militaire de la Gendarmerie : au maréchal Bon Adrien Jeannot de Moncey, inspecteur général de la Gendarmerie nationale (1801-1804), puis impériale (1804-1814).

### Officiers généraux
Les grades sont identiques pour les réservistes (officiers généraux de réserve en temps de guerre uniquement, article R4221-23 du code de la défense).
| Désignation abréviation [code OTAN]   | Appellation                      | Niveau de commandement habituel | Insignes | Insignes | Insignes |
| ------------------------------------- | -------------------------------- | --- | -------- | -------- | -------- |
| Général d'armée GAR [OF-9]            | Mon général ou général (féminin) | Directeur général ou directrice générale de la Gendarmerie nationale ou inspecteur général ou inspectrice générale des armées-gendarmerie                |          |          |          |
| Général de corps d'armée , GCA [OF-8] | Mon général ou général (féminin) | Major général ou directeur ou directrice de la direction générale ou commandant(e) de région de gendarmerie, chef-lieu de zone de défense et de sécurité |          |          |          |
| Général de division, GDI [OF-7]       | Mon général ou général (féminin) | Chef(fe) de mission de la direction générale ou commandant(e) de région de gendarmerie, chef-lieu de zone de défense et de sécurité                      |          |          |          |
| Général de brigade, GBR [OF-6]        | Mon général ou général (féminin) | Sous-directeur ou sous directrice de la direction générale ou commandant(e) de région de gendarmerie non zonale                                          |          |          |          |

### Officiers supérieurs
Les grades sont identiques pour les réservistes.
| Désignation abréviation [code OTAN]    | Appellation                            | Niveau de commandement habituel                                                     | Gendarmerie départementale, d'outre-mer, des transports aériens ou de l'armement | Gendarmerie mobile | Garde républicaine | Gendarmerie de l'air et de l'espace | Gendarmerie maritime | Corps technique et administratif |
| -------------------------------------- | -------------------------------------- | ----------------------------------------------------------------------------------- | -------------------------------------------------------------------------------- | ------------------ | ------------------ | ----------------------------------- | -------------------- | -------------------------------- |
| Colonel COL [OF-5]                     | Mon colonel ou colonel (féminin)       | Commandant(e) de groupement voire commandant(e) de région                           |                                                                                  |                    |                    |                                     |                      |                                  |
| Lieutenant-colonel LCL [OF-4]          | Mon colonel ou colonel (féminin)       | Commandant(e) de groupement ou commandant(e) en second ou commandante) de Compagnie |                                                                                  |                    |                    |                                     |                      |                                  |
| Chef d'escadron, Commandant CEN [OF-3] | Mon commandant ou commandant (féminin) | 3e officier du groupement ou commandant(e) de compagnie ou commandant(e) d'escadron |                                                                                  |                    |                    |                                     |                      |                                  |

### Officiers subalternes et aspirants
Les grades sont identiques pour les réservistes.
| Désignation abréviation [code OTAN] | Appellation                            | Gendarmerie départementale, d'outre-mer, des transports aériens ou de l'armement | Gendarmerie mobile                           | Garde républicaine                           | Gendarmerie de l'air et de l'espace          | Gendarmerie maritime                         | Corps technique et administratif             | Volontariat militaire au sein de la gendarmerie |
| ----------------------------------- | -------------------------------------- | -------------------------------------------------------------------------------- | -------------------------------------------- | -------------------------------------------- | -------------------------------------------- | -------------------------------------------- | -------------------------------------------- | ----------------------------------------------- |
| Capitaine, CNE [OF-2]               | Mon capitaine ou capitaine (féminin)   |                                                                                  |                                              |                                              |                                              |                                              |                                              | Inexistant                                      |
| Lieutenant, LTN [OF-1]              | Mon lieutenant ou lieutenant (féminin) |                                                                                  |                                              |                                              |                                              |                                              |                                              | Inexistant                                      |
| Sous-lieutenant, SLT [OF-1]         | Mon lieutenant ou lieutenant (féminin) |                                                                                  |                                              |                                              |                                              |                                              |                                              | Inexistant                                      |
| Aspirant, ASP [OF(D)]               | Mon lieutenant ou lieutenant (féminin) | Élève-officierOfficiers de réserve et X-IETA                                     | Élève-officierOfficiers de réserve et X-IETA | Élève-officierOfficiers de réserve et X-IETA | Élève-officierOfficiers de réserve et X-IETA | Élève-officierOfficiers de réserve et X-IETA | Élève-officierOfficiers de réserve et X-IETA | AGIV                                            |

## Sous-officiers
Les grades sont identiques pour les réservistes. Le grade de maréchal des logis de réserve n'existe plus depuis plusieurs années, hormis pour ceux du corps de soutien technique et administratif de la Gendarmerie.
| Désignation abréviation [code OTAN]                  | Appellation                                           | Gendarmerie départementale, d'outre-mer, des transports aériens ou de l'armement | Gendarmerie mobile       | Garde républicaine       | Gendarmerie de l'air et de l'espace | Gendarmerie maritime | Corps de soutien technique et administratif de la Gendarmerie | Volontariat militaire au sein de la gendarmerie                            |
| ---------------------------------------------------- | ----------------------------------------------------- | -------------------------------------------------------------------------------- | ------------------------ | ------------------------ | ----------------------------------- | -------------------- | ------------------------------------------------------------- | -------------------------------------------------------------------------- |
| Major, MAJ [OR-9]                                    | Major,                                                |                                                                                  |                          |                          |                                     |                      |                                                               | Inexistant                                                                 |
| Adjudant-chef, ADC [OR-9]                            | Mon adjudant-chef ou adjudant-chef (féminin)          |                                                                                  |                          |                          |                                     |                      |                                                               | Inexistant                                                                 |
| Adjudant, ADJ [OR-8]                                 | Mon adjudant ou adjudant (féminin)                    |                                                                                  |                          |                          |                                     |                      |                                                               | Inexistant                                                                 |
| Maréchal des logis-chef MDC [OR-6]                   | En principe maréchal des logis-chef, en pratique chef |                                                                                  |                          |                          |                                     |                      |                                                               | Inexistant                                                                 |
| Gendarme GND ou garde GRD [OR-5],                    | Gendarme, chef pour les subordonnés                   | De carrière Sous contrat                                                         | De carrière Sous contrat | De carrière Sous contrat | De carrière                         | De carrière          | Inexistant                                                    | Inexistant                                                                 |
| Maréchal des logis, MDL [OR-5]                       | Maréchal des logis                                    | Inexistant                                                                       | Inexistant               | Inexistant               | Inexistant                          | Inexistant           | De carrière Sous contrat                                      | Gendarmerie de l'air et de l'espace Gendarmerie maritime Autres formations |
| Élève-gendarme ELG ou Élève sous-officier ESO [OR-4] | Par le nom                                            | Féminin Masculin                                                                 | Féminin Masculin         | Féminin Masculin         | Féminin Masculin                    | Féminin Masculin     |                                                               | Inexistant                                                                 |

## Militaires du rang
Les grades sont identiques pour les réservistes.
| Désignation abréviation [code OTAN]         | Appellation     | Toutes formations hors gendarmerie de l'air et de l'espace et gendarmerie maritime | Gendarmerie de l'air et de l'espace | Gendarmerie maritime |
| ------------------------------------------- | --------------- | ---------------------------------------------------------------------------------- | ----------------------------------- | -------------------- |
| Brigadier-chef BRC [OR-4]                   | Brigadier-chef  |                                                                                    |                                     |                      |
| Brigadier BRI [OR-3]                        | Brigadier       |                                                                                    |                                     |                      |
| Gendarme adjoint (de 1re classe) GA1 [OR-2] | Première classe |                                                                                    |                                     |                      |
| Gendarme adjoint (de 2e classe) GA2 [OR-1]  | Seconde classe  |                                                                                    |                                     |                      |

## Pyramide des grades dans la Gendarmerie

### Budget 1997
92 905 militaires (gendarmerie, soutien technique et administratif, appelés du contingent)
| Grade                                          | Effectif actif | Proportion | Situation     |
| ---------------------------------------------- | -------------- | ---------- | ------------- |
| Général de division                            | 7              | 0 %        | [100 %-100 %] |
| Général de brigade                             | 16             | 0 %        | [100 %-100 %] |
| Colonel                                        | 192            | 0 %        | [100 %-100 %] |
| Lieutenant-colonel Chef d'escadron, commandant | 950            | 1 %        | [99 %-100 %]  |
| Capitaine Lieutenant Sous-lieutenant           | 1 747          | 2 %        | [97 %-99 %]   |
| Aspirant                                       | 223            | 0 %        | [97 %-97 %]   |
| Major                                          | 1 523          | 2 %        | [95 %-97 %]   |
| Adjudant-chef                                  | 3 597          | 4 %        | [91 %-95 %]   |
| Adjudant                                       | 8 710          | 9 %        | [82 %-91 %]   |
| Maréchal des logis-chef, sergent-chef          | 8 569          | 9 %        | [73 %-82 %]   |
| Gendarme, garde                                | 54 746         | 59 %       | [14 %-73 %]   |
| Maréchal des logis, sergent                    | 1 018          | 1 %        | [13 %-14 %]   |
| Brigadier-chef                                 | 773            | 1 %        | [12 %-13 %]   |
| Brigadier                                      | 1 557          | 2 %        | [10 %-12 %]   |
| Gendarme auxiliaire                            | 9 277          | 10 %       | [0 %-10 %]    |

### Budget 2014
93 574 militaires (gendarmerie, soutien technique et administratif, volontaires des armées)
| Grade                                          | Effectif actif | Proportion | Situation         |
| ---------------------------------------------- | -------------- | ---------- | ----------------- |
| Général de division                            | 30             | 0,03 %     | [99,97 %-100 %]   |
| Général de brigade                             | 40             | 0,04 %     | [99,93 %-99,97 %] |
| Colonel                                        | 546            | 0,5 %      | [99,4 %-99,9 %]   |
| Lieutenant-colonel Chef d'escadron, commandant | 1 986          | 2 %        | [97 %-99 %]       |
| Capitaine Lieutenant Sous-lieutenant           | 4 292          | 5 %        | [93 %-97 %]       |
| Aspirant                                       | 299            | 0,3 %      | [92 %-93 %]       |
| Major                                          | 4101           | 4 %        | [89 %-92 %]       |
| Adjudant-chef                                  | 7 586          | 8 %        | [80 %-89 %]       |
| Adjudant                                       | 13 343         | 14 %       | [66 %-81 %]       |
| Maréchal des logis-chef                        | 15 388         | 16 %       | [50 %-66 %]       |
| Gendarme, garde                                | 33 987         | 35 %       | [15 %-50 %]       |
| Maréchal des logis                             | 3145           | 3 %        | [12 %-15 %]       |
| Brigadier-chef                                 | 2 224          | 2 %        | [10 %-12 %]       |
| Brigadier                                      | 3 163          | 3 %        | [6 %-10 %]        |
| Gendarme adjoint                               | 5 936          | 6 %        | [0 %-6 %]         |

## La féminisation des grades
À l'image de la société française, les femmes ont eu accès à des fonctions jusqu'alors réservées aux hommes. Aux alentours de 2010, la question de la féminisation des grades est devenue plus présente. Le 13 octobre 2014, l'Académie Française, afin de couper court à des débats entre "modernisateurs" et "conservateurs", déclare ne pas s'opposer à la féminisation de noms de métiers et de titres, à la condition que cela ne crée pas de barbarismes ni de termes ridicules. Déjà, dans un arrêt du 28 novembre 2003, le Conseil d'État avait jugé que la féminisation des grades dans l'armée ne posait aucun problème. Au cours des années suivantes, le terme féminin devint ainsi, par exemple colonel au lieu de mon colonel ou lieutenant pour une femme ayant de grade de lieutenant.
Dans le cadre des travaux parlementaires de Programmation militaire pour les années 2024 à 2030, la Commission de la défense nationale et des forces armées examina plusieurs textes, et adopta en première lecture le 10 mai 2023 l'amendement n°DN644 portant sur une féminisation accrue des grades dans l'armée.

## Les grades dans la culture
Ce sont ici les grades finaux ou antérieurs des personnages fictifs de films ou de séries. Le personnage a pu s'élever dans la hiérarchie au cours de la diffusion des films ou épisodes.

### Officiers
- Colonel :
  - Pierre Soler (Patrick Descamps) dans la série Tandem.

- Lieutenant-colonel :
  - Eric Ferbac (Jean-Claude Brialy) dans la série Ferbac.

- Chef d'escadron :
  - Martin Bernier (Xavier Deluc), Enzo Ghemara (Kamel Belghazi), Nadia Angeli (Chrystelle Labaude) et Jeanne Lorieux (Fabienne Carat) dans la série Section de recherches.
  - Claude Petit (Beaulieu, saison 2) dans la série Une femme d'honneur.
  - Commandante Léa Soler (Astrid Veillon) dans la série Tandem.

- Capitaine :
  - Christian Rocher (Yves Beneyton, saisons 1 et 2) et Philippe Kremen (Pierre Deny, saisons 2 à 11) dans la série Une femme d'honneur.
  - Ariel Grimaud (Élise Tielrooy) dans la série Section de recherches.
  - Capitaine Marleau (Corinne Masiero) dans la série Capitaine Marleau.
  - Capitaine Batardet (Christian Pereira) : dans le film Les Couloirs du temps : Les Visiteurs 2.
  - Capitaine Paul Marchal (Stéphane Blancafort), Capitaine Sabine Mauriac (Tatiana Gousseff), Capitaine Sophie Vannie (Guillemette Barioz) dans la série Tandem.

- Lieutenant :
  - Pierre Sardinniero-Linni  (Philipe Duquesne) dans Capitaine Marleau
  - Lucas Auriol (Franck Sémonin), Camille Chatenet (Raphaèle Bouchard), Juliette Delage (Julie Bernard) Roxane Janin (Julie Fournier) et Rose Orsini (Honorine Magnier) dans la série Section de recherches.
  - Isabelle Florent (Corinne Touzet) dans la série Une femme d'honneur (saisons 10 et 11).
  - Erwan Lebellec (Piérick Tournier), Eric Vernet (Renaud Leymans), Camille Barbier (Nelly Lawson), Inès Zaïdi (Baya Rehaz), Célestin Morel (Alban Casterman) dans la série Tandem.

### Sous-officiers
- Major :
  - Pascal-Jean  Mireillé-Gerlin de Bresse (Philipe Carto) dans Capitaine Marleau
  - Mathilde Ghemara-Delmas (Virginie Caliari) dans la série Section de recherches (saison 7).
  - Laurène Weiss (Suliane Brahim) dans la série Zone Blanche.
- Adjudant-chef :
  - Isabelle Florent (Corinne Touzet), personnage titre de la série Une femme d'honneur (grade principal durant les 9 premières saisons).
  - Odessa Berken (Audrey Fleurot), personnage principal, enquêtrice de la gendarmerie maritime du téléfilm Peur sur la base .
  - Luc Irrandonéa (Jean-Pascal Lacoste) dans la série Section de recherches (saison 7).
  - Jérôme Gerber (Michel Galabru) dans Le Gendarme se marie.
  - Ludovic Cruchot (Louis de Funès) dans Le Gendarme se marie.
- Adjudant :
  - (Alphonse / Jérôme / Antoine) Gerber (Michel Galabru) dans la série des films Le Gendarme.
  - Francis Rivière (Franck Capillery) dans la série Une femme d'honneur.
  - Fanny Caradec (Félicité Du Jeu), Sara Casanova (Manon Azem), "Alex" Sainte-Rose (Stéphane Soo Mongo) et "Vicky" Cabral (Félicité Chaton) dans la série Section de recherches.
- Maréchal des logis-chef :
  - Ludovic Cruchot (Louis de Funès) dans la série des films Le Gendarme.
- Gendarme :
  - Pierre Roussillon, Patrick Platon, Stéphane Cluzeau, Ludovic Lestac et Serge Moynet dans la série Une femme d'honneur.
- Maréchal des logis :
  - Gibon (Jean-Paul Muel) : dans le film Les Visiteurs et Les Couloirs du temps : Les Visiteurs 2.
  - Lucien Fougasse, Albert Merlot, Gaston Tricard, Jules Berlicot, Perlin, Beaupied et Taupin dans la série des films Le Gendarme.